# Narțîzivka, Lîpoveț
Narțîzivka (în ucraineană Нарцизівка) este un sat în comuna Lukașivka din raionul Lîpoveț, regiunea Vinnița, Ucraina.

## Demografie
Componența lingvistică a localității Narțîzivka
     Ucraineană (99,65%)
     Alte limbi (0,35%)
Conform recensământului din 2001, majoritatea populației localității Narțîzivka era vorbitoare de ucraineană (99,65%), existând în minoritate și vorbitori de alte limbi.